# Петлин, Николай Николаевич
Николай́ Никола́евич Пе́тлин (23 февраля,1907 года, Харбин — 19 июля, 1999 года, Сакраменто) — редактор газеты Русская жизнь, председатель Коалиции русско-американских отношений, член ВФП.

## Биография
Николай Петлин родился в 23 февраля, 1907 год в Харбине. В 1932 году вступил в Российскую фашистскую партию. Являлся членом верховного совета партии, а также руководителем молодежной организации «Авангард». Был отмечен как хороший организатор.Был также начальником харбинской радиостанции, а также автором многих фашистских пьес. Был членом умеренного крыла партии, что выступало против восхваления Германии. После 1941 года ушел из партии. В 1962 г. вместе с женой (Л.Малковой — первой женой Родзаевского, Константина Владимировича) переехал в Соединённые Штаты Америки. В США был редактором газеты «Русская жизнь» с 1977 по 12.07.1982 года. Умер в 1999 году. Похоронен на Сербском Кладбище в Сан-Франциско.

## Семья
Отец — Николай Николаевич Петлин, полковник белой армии(1862 год — 20 января, 1937 год).
Жена — Л. Малкова. Бывшая жена Константина Родзаевского.